# Sigismund von Roggenbach

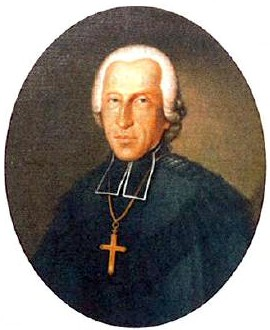
Fürstbischof Franz Joseph Sigismund von Roggenbach um 1782

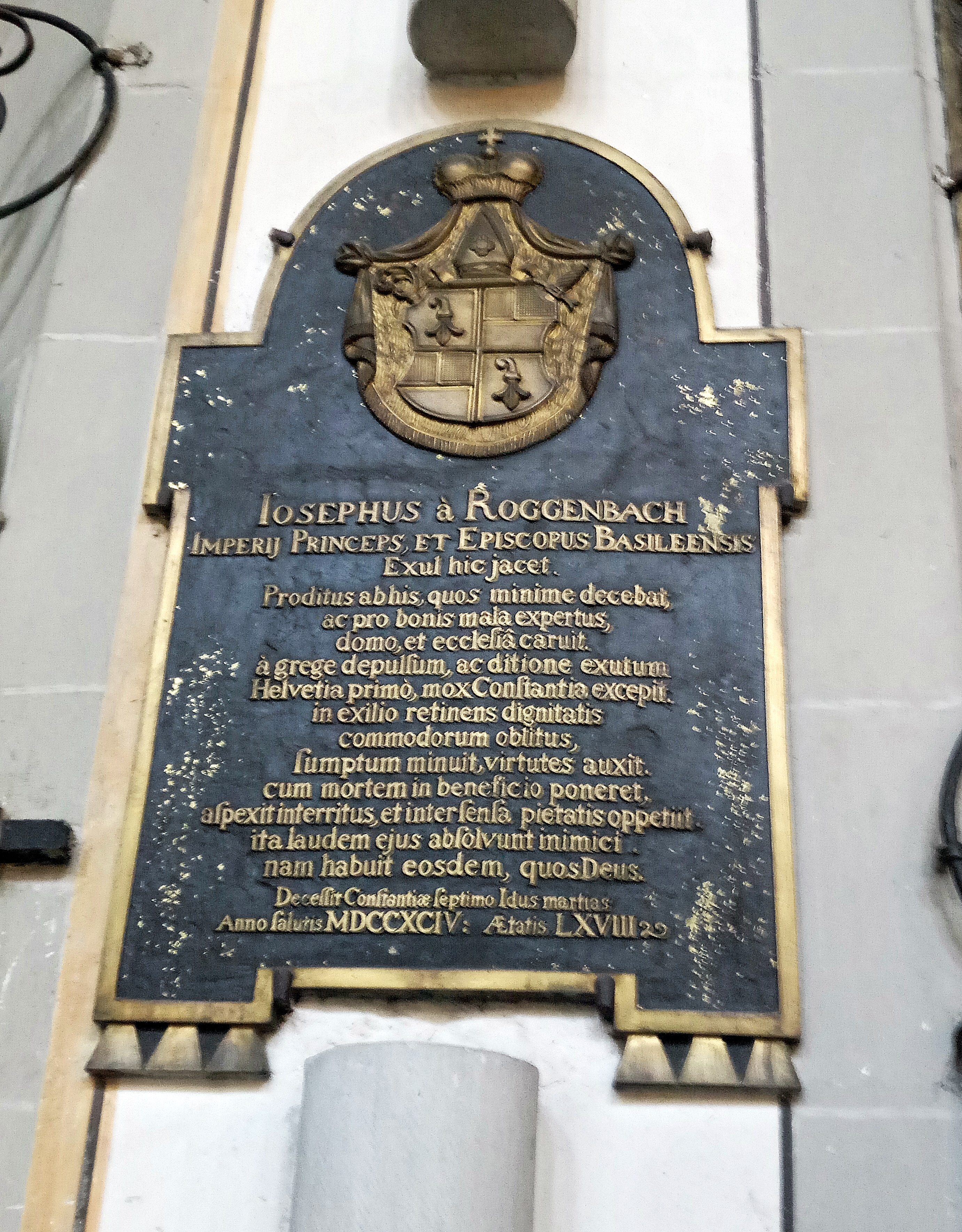
Epitaph im Konstanzer Münster

Franz Joseph Sigismund von Roggenbach (* 14. Oktober 1726 auf Schloss Zwingen; † 9. März 1794 in Konstanz) war 1782–1794 Bischof von Basel und der vorletzte Fürstbischof des Hochstifts Basel.

## Leben
Roggenbach wurde als Sohn des fürstbischöflichen Vogts von Zwingen und Laufen, Franz Josef Konrad von Roggenbach und der Maria Anna Eva Blarer von Wartensee geboren. Er studierte am Jesuitenkolleg in Pruntrut. 1742 wurde er Domherr des Stifts Basel und 1750 Domkapitular. Am 25. November 1782 wurde Sigismund einstimmig zum Fürstbischof gewählt, da die französische Partei im Domkapitel keinen geeigneten Kandidaten aufbieten konnte. Bald nach der Wahl begannen bereits die revolutionären Umtriebe im Fürstbistum deren Hauptexponent sein Weihbischof, Jean Baptiste Joseph Gobel – ein Anhänger der Sansculotten – war. Am 27. April 1792 floh Sigismund vor den Unruhen in Pruntrut unter dem Schutz österreichischer Truppen über Delsberg nach Biel und schliesslich nach Konstanz, wo er am 9. März 1794 im Generalvikariatsgebäude verstarb.

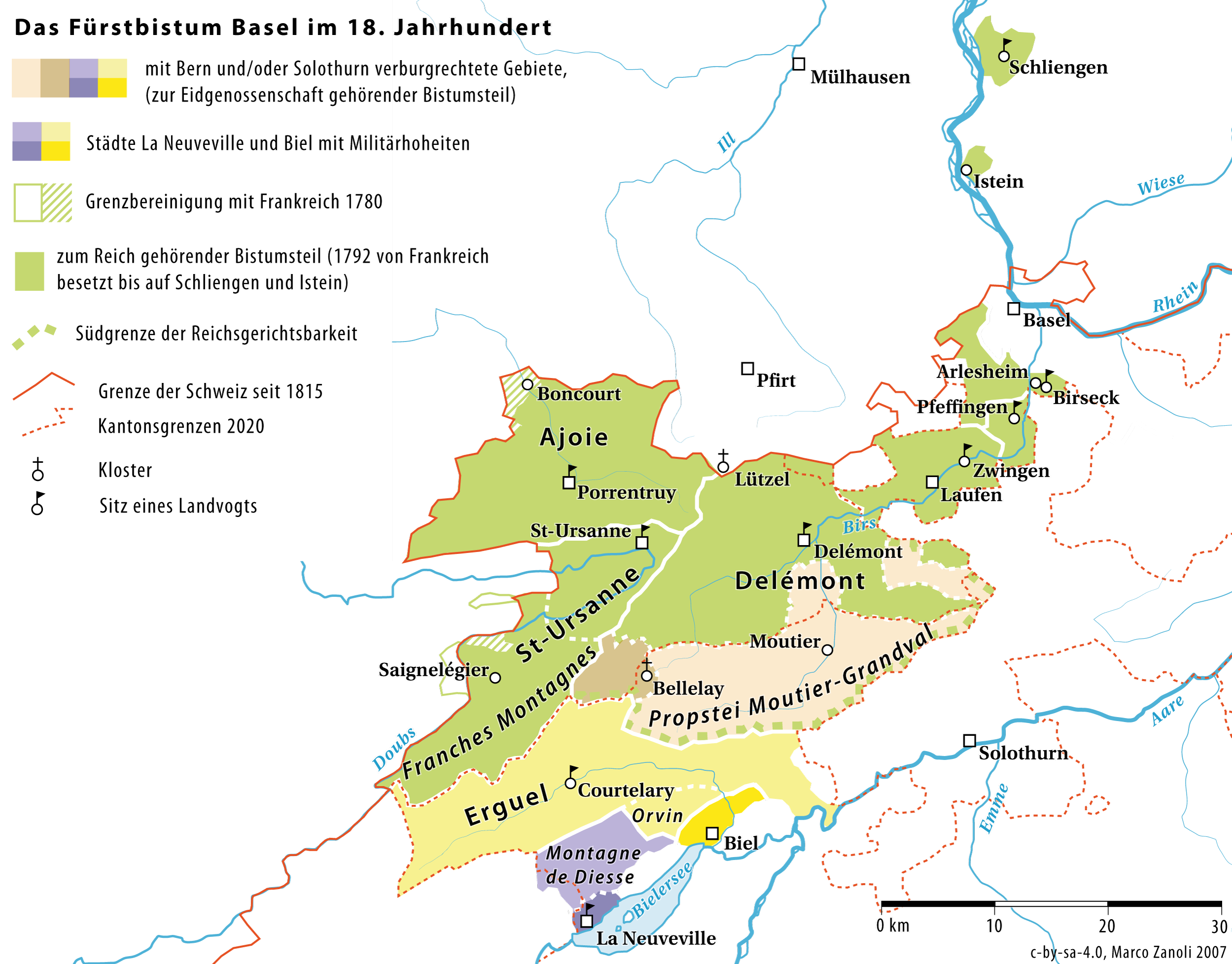
Das Fürstbistum Basel im 18. Jahrhundert

Aus den zum Deutschen Reich gehörigen Gebieten des Fürstbistums Basel wurde am 17. Dezember 1792 durch die französische Revolutionsregierung die Raurakische Republik gebildet, nachdem deren Truppen diese Gebiete bereits im April 1792 besetzt hatten.

## Die Schulreform
Am 1. Mai 1783 erliess Roggenbach eine Schulverordnung für das Hochstift. Während die Gemeinden das Recht zur Besetzung der Lehrerstellen hatten, wurde jedoch eine fachliche Beurteilung durch Pfarrer und Oberamt zur Voraussetzung für eine Einstellung. Die Verordnung schrieb einen ganzjährigen Schulbetrieb für Lehrer und Gemeinde und eine Schulpflicht für die Kinder vor. Ausserdem wurden Mindestlehrinhalte definiert. Darüber hinaus sollten weitere Kenntnisse (Dreisatz und Bruchrechnen) vermittelt werden, wenn hierzu Bedarf bestand und die Gemeinde mit dem Lehrer hierfür ein Zusatzgehalt vereinbarte. Der Lehrer war dem Pfarrer unterstellt und bekam auch Aufgaben bei der Überwachung der Jugend ausserhalb der Schule zugewiesen.